# 대한민국 헌법 제100조
대한민국 헌법 제100조는 대한민국 헌법의 조항이다.

## 조항
감사원의 조직,직무범위,감사위원의 자격, 감사대상공무원의 범위 기타 필요한 사항은 법률로 정한다.